# Măcin
Măcin (magyarul kb. „möcsin”) város Romániában, Dobrudzsában, Tulcea megyében.

## Fekvése
A település az ország délkeleti részén található, a megyeszékhelytől, Tulcsától hetvenhat kilométerre nyugatra, a Duna Măcin-ágának a jobb partján.

## Története
A város közelében találhatóak Arrubium, ókori település, romjai. Első írásos említése az 1. századból való, katonai iratokban szerepel, hogy a településen trák csapatok állomásoztak, akik részt vettek Marcus Ulpius Traianus római császár oldalán a Decebal ellen vívott csatákban. Nevének eredete vitatott, de feltételezhetően kelta eredetű. A régészeti leletek valamint a korabeli írott források alapján Arrubium jelentős kereskedelmi központ volt a Római Birodalom idején. A gótok a 2. században lerombolták, de később a rómaiak újjáépítették. A 7. században újabb vándornépek támadásait szenvedte el, aminek következtében végleg elnéptelenedett.
A mai település magja a középkor folyamán kezdett kifejlődni. A 15. században a vidék az Oszmán Birodalom fennhatósága alá került. 1791. július 10-én egy csata zajlott itt az orosz és a török seregek között, a csata az oroszok győzelmével végződött. Régi török neve Maçin.

## Lakossága
A nemzetiségi megoszlás a következő:
| 2002      | 2002  | 2002   |
| --------- | ----- | ------ |
| Románok   | 9776  | 92,00% |
| Romák     | 439   | 4,13%  |
| Törökök   | 337   | 3,17%  |
| Lipovánok | 53    | 0,49%  |
| Olaszok   | 10    | 0,09%  |
| Görögök   | 3     | 0,02%  |
| Magyarok  | 3     | 0,02%  |
| Németek   | 2     | 0,01%  |
| Ukránok   | 1     | 0,01%  |
| Egyéb     | 1     | 0,01%  |
| Összesen  | 10625 | 100,0% |

## Látnivalók
- Arrubium településének és erődjének romjai.
- Măcin-hegységi Nemzeti Park – 11321 hektáros területen.
- Kolostor – 2000-ben alapították.

## Híres emberek
- Gheorghe Munteanu Murgoci (Măcin, 1872. július 20. – 1925. március 5.) – geológus.
- Grigore Kiazim (Măcin, 1913. február 12. – Bukarest, 1989. június 2.) – török nemzetiségű népdalénekes, mandolin és koboz művész.

## Külső hivatkozások
- A város honlapja
- Măcin-hegység Nemzeti Park
- info-delta.ro
- 2002-es népszámlálási adatok
- Tulcea megye várai és emlékművei[halott link]
- Dobrudzsa településeinek török nevei